# Chiesa di Maria Regina della Pace (Torino)
La chiesa di Maria Regina della Pace (o, come amichevolmente è chiamata dai parrocchiani, la "chiesa della Pace") è una chiesa parrocchiale, che si trova a Torino, nel quartiere Barriera di Milano (nella Circoscrizione 6): attualmente il territorio parrocchiale si estende lungo l'asse di corso Giulio Cesare, da via Monte Nero a via Cuneo e da piazza Bottesini a via Banfo; i residenti sono oltre 19.000.

## Storia
Progettata da mons. Michele Mossotto, allora parroco della chiesa di San Gaetano da Thiene, nel quartiere Regio Parco, la chiesa iniziò a essere costruita il 10 marzo 1892, come cappella dedicata a san Benedetto da Norcia e alla regina della Pace.
L'anno di inizio della costruzione non è casuale: coincideva infatti con il 50º anniversario della morte di Giuseppe Benedetto Cottolengo (allora non ancora proclamato santo), in cui onore il fondatore aveva intenzione di erigere un grande santuario.
Alla costruzione della prima piccola chiesa si affiancò così il progetto della grande chiesa, i cui lavori di costruzione inizieranno cinque anni più tardi e procederanno alacremente.
Già nel giugno 1901, con la solenne benedizione dell'arcivescovo  Agostino Richelmy, fu inaugurata la nuova parrocchia di "Nostra Signora della Pace": un grandioso tempio dalla eclettica architettura bizantineggiante su un impianto a croce greca, le cui pareti erano man mano impreziosite da figure di santi, realizzate dallo stesso Mossotto.
Nel 1912 anche il concerto di 20 campane, fornito dalla ditta Ottolina di Seregno, trovò dimora nel robusto campanile ottagonale, con terrazzo e cornicione, con graziose colonnine, coronando l'opera.
Nonostante le alterne vicende vissute durante le lotte marxiste e la prima guerra mondiale la parrocchia, sempre guidata dal mons. Mossotto, era in breve tempo diventata centro di riferimento spirituale del quartiere. Quando il parroco Michele Mossotto morì, il 28 febbraio 1929, la popolazione, profondamente colpita, accorse numerosissima ai funerali dal Regio Parco e dalla Barriera di Milano.
L'8 settembre 1929 entrò nella parrocchia di Nostra Signora della Pace la Congregazione degli oblati di Maria Vergine sotto la guida del superiore, padre Domenico Pechenino. Gli oblati in breve si accinsero non solo a completare l'opera materiale dell'illustre predecessore, ma soprattutto a organizzare le forze cattoliche secondo le precise direttive del papa, Pio XI: ne seguì un gran fervore della vita comunitaria, testimoniato dalla folta e devota partecipazione alla Festa Patronale della Madonna della Pace. 

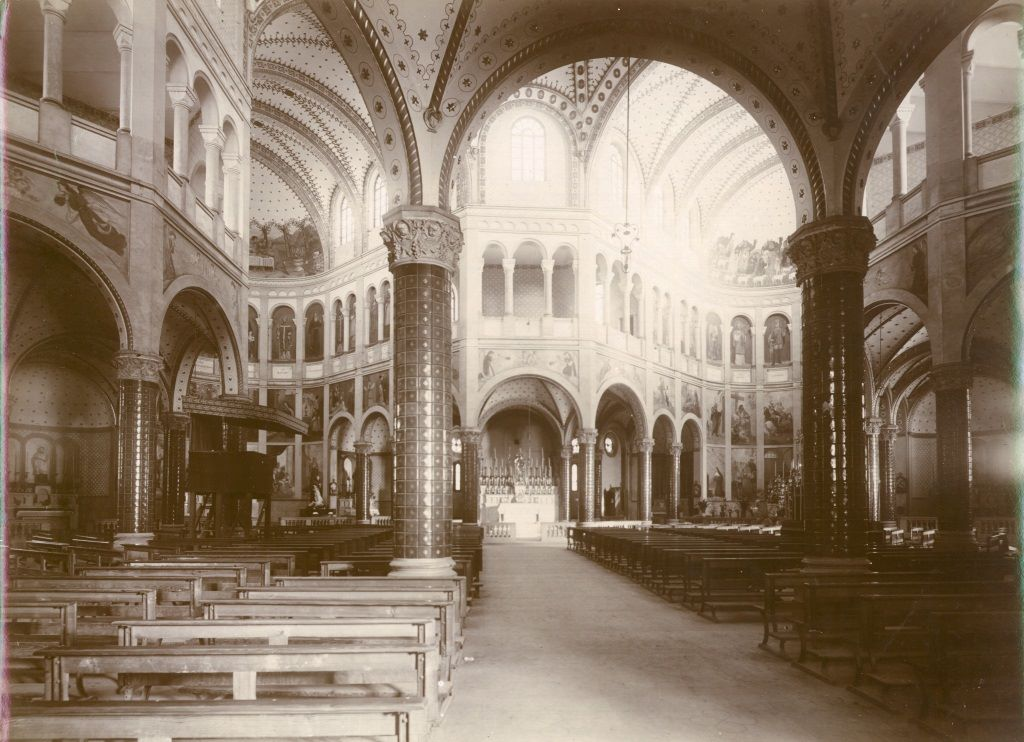
Interno nel 1925 - Foto Gabinio

Momento di vera crisi fu la seconda guerra mondiale: in Barriera di Milano molti furono i richiamati e tante le famiglie sfollate. Poi, alle quattro del mattino del 13 luglio 1943 un grande bombardamento si abbatté con violenza sulla città, su un'area comprendente i corsi San Maurizio, Regina Margherita e la Barriera di Milano. Il bilancio fu terribile: centinaia di vittime e decine di case distrutte e lesionate e anche la chiesa della Pace e gli adiacenti edifici parrocchiali furono gravemente danneggiati.
Terminata la guerra, mentre in primo luogo si attese alla ricostruzione morale della parrocchia, s'iniziarono anche le opere di ricostruzione della chiesa parrocchiale, del campanile e della cupola, sotto lo sguardo del quarto parroco della chiesa: padre Giovanni Battista Fogliati. Un inizio di normalità fu il suono delle campane, rifuse e riposizionate, che salutarono la Pasqua del 1952. Le opere giunsero finalmente al termine nell'ottobre 1958. La chiesa aveva mutato radicalmente volto e decisamente si allineava fra le belle chiese di Torino. Nel 1964 fu costruito il grande organo, di tre tastiere, da Tamburini.
A seguito del Concilio Vaticano II, ci furono altri lavori: l'area del presbiterio fu completamente rinnovata, per assumere l'aspetto che ha oggi.
Nel 2018, i padri oblati hanno lasciato, dopo novant'anni di servizio, la parrocchia, che ora è retta dal clero diocesano.